# مهسا جاور
مهسا جاور (زاده ۲۲ اردیبهشت ۱۳۷۳در زنجان) قایقران زن روئینگ اهل ایران است. وی تنها سهمیه قایقرانی روئینگ ایران در بازیهای المپیک تابستانی ریو ۲۰۱۶ را کسب کرد و در این مسابقات در رده بیست و هشتم قرار گرفت.
او به همراه زینب نوروزی برای اولین بار در تاریخ ورزش ایران در رشته قایق دو نفره موفق به کسب سهمیه المپیک شدند.

## زندگی شخصی
مهسا جاور با مدال‌آور ووشو، محسن محمدسیفی ازدواج کرد و یک دختر به دنیا آوردند. اما پس از مدتی این زوج از یکدیگر جدا و طلاق گرفتند. محسن محمدسیفی اعلام کرد تا آبان ۱۴۰۲ بیش از چهار میلیارد مهریه پرداخته اما هنوز هم درگیر پرداخت مهریه است و دربارهٔ آن می‌گوید: " یکسری اتفاقات در زندگی‌ام افتاد و بخشی از آن بحث جدایی از همسر سابقم بود. آن خانواده ول‌کن داستان نیستند و اذیت می‌کنند و به روش‌های مختلف فشار می‌آورند و مطمئنم حتی راضی نبودند در بازی‌های آسیایی مدال بگیرم. چند روز پیش در فضای مجازی اعلام کردم که خودم درخواست جدایی دادم و نزدیک چهار میلیارد نیز پول پرداخت کردم. دیگر یک آدم باید چه کار کند تا دست از سرش بردارید. "

## حضور در بازی‌های آسیایی
او توانست در بازی‌های آسیایی ۲۰۱۴ به میزبانی کره جنوبی، اینچئون به همراه سولماز عباسی، حمیرا برزگر و نازنین ملائی در ماده چهار نفره جفت پاروی سبک‌وزن بانوان، به جایگاه سوم و نشان برنز بازی‌ها دست یابد.او در بازی‌های آسیایی ۲۰۱۸ جاکارتا مدال نقره روئینگ را به‌دست آورد.
جاور همچنین در بازی‌های آسیایی ۲۰۲۲ موفق به کسب دو مدال نقره در بخش دونفره دو پارو و چهارنفره دو پارو شده است.

## قهرمانی آسیا ۲۰۱۶
مهسا جاور پس از حضور در المپیک ۲۰۱۶ ریو به مسابقات آسیایی چین اعزام شد.
مهسا جاور در روئینگ تک‌نفره سنگین‌وزن بانوان با حریفانی از سنگاپور، چین تایپه، کره، چین و تایلند رو به رو شد و در نهایت با کسب رده سومی صاحب مدال برنز شد. در روئینگ چهارنفره تک پاروی سنگین‌وزن بانوان نیز تیم ایران با ترکیب نازنین ملائی، نازنین رحمانی، مهسا جاور و فرحناز عشقی در رده سوم آسیا ایستاد و مدال برنز کسب کرد.

## حواشی
در پی انتقادهای گسترده از لباس کاروان ایران در المپیک پاریس ۲۰۲۴ مهسا جاور منتقدان را به «بی‌فرهنگی» متهم کرد. در پی واکنش‌های عمومی به این اظهارات مهسا جاور در یک ویدیو از مردم ایران عذرخواهی کرد.